# Roberto Di Palma
(Dal TG1 edizione straordinaria del 27 giugno 1980, in occasione della strage di Ustica; in studio Roberto Di Palma)
Roberto Di Palma (...) è un annunciatore televisivo italiano.

## Carriera
È stato tra i più longevi speaker televisivi della RAI, fino al 1999.
Oltre ai vari telegiornali, leggeva le Estrazioni del Lotto, gli annunci promozionali e le previsioni del tempo. Ha anche sostituito Paolo Valenti nella conduzione di 90º minuto in occasione di astensioni video - voce dei giornalisti RAI coincidenti con domeniche di campionato di calcio.
Il 27 giugno 1980 ha raccontato al TG1 la vicenda della strage di Ustica.
Nei primi anni '80, ha prestato la voce in alcuni spot pubblicitari su emittenti locali.
Tra i telegiornali e le trasmissioni da lui condotti, vi sono:
- TG1. Edizione della notte.
- Oggi al Parlamento. Notiziario parlamentare.
- Almanacco del giorno dopo: voce narrante.
- Pechino Express : Nuovo mondo (2021) concorrente

Roberto Di Palma è stato ospite in alcune trasmissioni televisive, tra cui Quelli che... il calcio, con Fabio Fazio, in quanto era tifoso della Lazio.